# 小行星3131
小行星3131（3131 Mason-Dixon）是一颗围绕太阳公转的小行星。1982年1月24日，愛德華·鮑威爾在可可尼诺县发现了此天体。
該小行星以英國天文學家查爾斯·曼森和傑米拉·迪克森命名。
这颗小行星的绝对星等为149.7863826042306等。